# 植田紗々
植田 紗々（うえだ さしゃ、1996年9月12日 - ）は、日本の女優。N・F・B所属。東京都出身。

## 略歴
2010年1月4日から登場したアイドルグループであるムシガールとしてテレビ東京の平日朝の人気番組「おはスタ」の第1部・ムッシータウンにレギュラー出演。イメージカラーはパープル。元ジョビィキッズ所属。

## 出演

### 映画
- pleasepleaseplease（2017年）
- 日日是好日（2018年10月13日、東京テアトル） - 典子の友達 役
- マスカレード・ホテル（2019年1月18日、東宝） - フロント係 役
- 海まで何マイル（2019年）
- タロウのバカ（2019年9月6日、東京テアトル） - 洋子 役[1]
- 脳天パラダイス（2020年11月20日）
- BEAUTIFUL WORLD- LOVE IN THE TIME OF PETALO -（2021年12月12日-、横浜シネマ・ジャック＆ベティ）
- ふまじめ通信（2023年10月20日、シネメディア） - ヤッちゃん 役[2]

### WEB
- 青森お米 青天の霹靂『カレーライスの女』
- Have a Nice Day! presents『ぺタロの時代の愛』
- Amazon Music presents Music4Cinema『No Return』- ヒロイン・女 役

### テレビドラマ
- トドメの接吻 第7・8話（2018年1月7日 - 3月11日、日本テレビ） - 鑑識官 役

### CM
- ミサワホーム『私の家』篇
- マツダ『意のままに走りを体感しよう』篇
- ユニクロ LIFE WEAR
- 花王『リセッシュ』プレシャスブーケ編
- 無印良品
- モスバーガー『モス野菜バーガー』
- サンスター VO5
- KDDI フレシャスウォーターサーバー
- mixiモンスターストライク
- 紅茶花伝『無糖ストレートティー新登場』篇
- THE SUIT COMPANY

### ミュージック・ビデオ
- ミツメ『トニック・ラブ』（2020年8月19日）
- Have a Nice Day!『私の名はブルー』

### 雑誌
- 装苑（文化出版局）
- SAVVY（京阪神エルマガジン社）
- 花椿
- RUBYPAPER
- リンネル（宝島社）
- Soup
- STREETJACK
- nico and magazine
- papier fellissimo
- SPUR（集英社）
- すてきにハンドメイド（NHK出版）
- パラスパレス 2022summer シーズンブック

### バラエティ番組
- おはスタ（2010年 - 、テレビ東京） - ムッシータウンで出演したコーナー
- 頭がよくみえる四字熟語講座
- キッズにわかりやすいことわざ講座
- おら見ただ!
- アゲキュン!!